# 辉锑铅矿
辉锑铅矿是一种钢灰色有光泽的硫盐矿物，化学成分为Pb9Sb22S42。辉锑铅矿以针状晶体形式存在。
它的描述最早见于1826年，是由德国矿物学家J. K. L. Zincken（1790–1862）在德国萨克森-安哈尔特州的哈尔茨山发现的，并由他命名。